# 科拉多·达尔法布罗
科拉多·达尔法布罗（義大利語：Corrado dal Fabbro，1945年8月4日—2018年3月29日），意大利男子雪车运动员。他曾代表意大利参加1972年冬季奥林匹克运动会雪车比赛，获得男子四人银牌。